# Burak Hadjib
Buraq (o Bàrak) Hàjib fou el primer sultà kutlughkhànida de Kirman, d'origen kara khitay.
Fou enviat com ambaixador al xa de Coràsmia, Alà-ad-Din Muhàmmad, que el va retenir, i quan aquest darrer va derrotar els kara khitay a la riba del Talas el 1210, va entrar al servei del xa i va arribar al rang d'hadjib o camarlenc que segons l'historiador Nasawi era el mateix càrrec que havia tingut sota el gurkhan kara khitay. Mort Muhammad fugint dels mongols (desembre del 1220) i fugit cap a l'Índia el fill Djalal al-Din Manguberti, va quedar a l'Iran l'altra fill, Ghiyathal-Din Pirshah, que es va establir a l'Iraq Adjemí (hivern del 1221 al 1222) i Burak se li va unir i fou nomenat governador d'Esfahan, però per una baralla amb el visir de Ghiyath al-Din, va demanar i obtenir permís per marxar a l'Índia per passar al servei de Djalal al-Din.
Segons Djuwayni, durant el camí fou atacat pel governador de Kirman, al que no solament va derrotar, sinó que es va apoderar de la seva capital. Llavors va abandonar la idea d'anar a l'Índia (1222/1223) i es va establir al Kirman i va servir després a Djalal al-Din; segons Nasawi, Ghiyath al-Din el va nomenar governador de Kirman i en fou confirmat per Djalal al-Din quan va aparèixer a la zona el 1224.
El 1226 Djalal al-Din era al Caucas, i Burak es va revoltar contra ell. En disset dies Djalal va anar entre Tiflis i Kirman, però Burak es va mostrar conciliador i alhora va adoptar fortes mesures defensives, i Djalal al-Din va retornar a l'oest. El 1228 Ghiyath al-Din es va enfrontar al seu germà i fou expulsat dels seus dominis i es va refugiar al Kirman; la seva mare es va haver de casar amb Burak per força, però al cap de poc mare i fill foren acusats de conspiració contra Burak i executats.
Llavors Burak va contactar amb el califa al que va anunciar la seva conversió a l'islam i demanava ser reconegut com a sultà independent; el califa va acceptar la petició i li va donar el títol de kutlugh sultan (sultà feliç) que va donar nom a la dinastia.
El 1232/1233 els generals mongols operant al Sistan van exigir de Burak la seva submissió al gran kan; va acceptar però va excusar anar en persona a la cort del gran kan per la seva edat, i hi va enviar al seu lloc al seu fill Rukn al-Din. Aquesta estava en ruta quan va rebre la notícia de la mort del seu pare (estiu o tardor del 1235). Un fill de nom Kutb al-Din I Muhammad fou proclamat sultà (1235-1236, mort el 1257), però Rukn al-Din va obtenir el nomenament dels mongols i va ocupar el tron el 1236.